# عبودية بيضاء

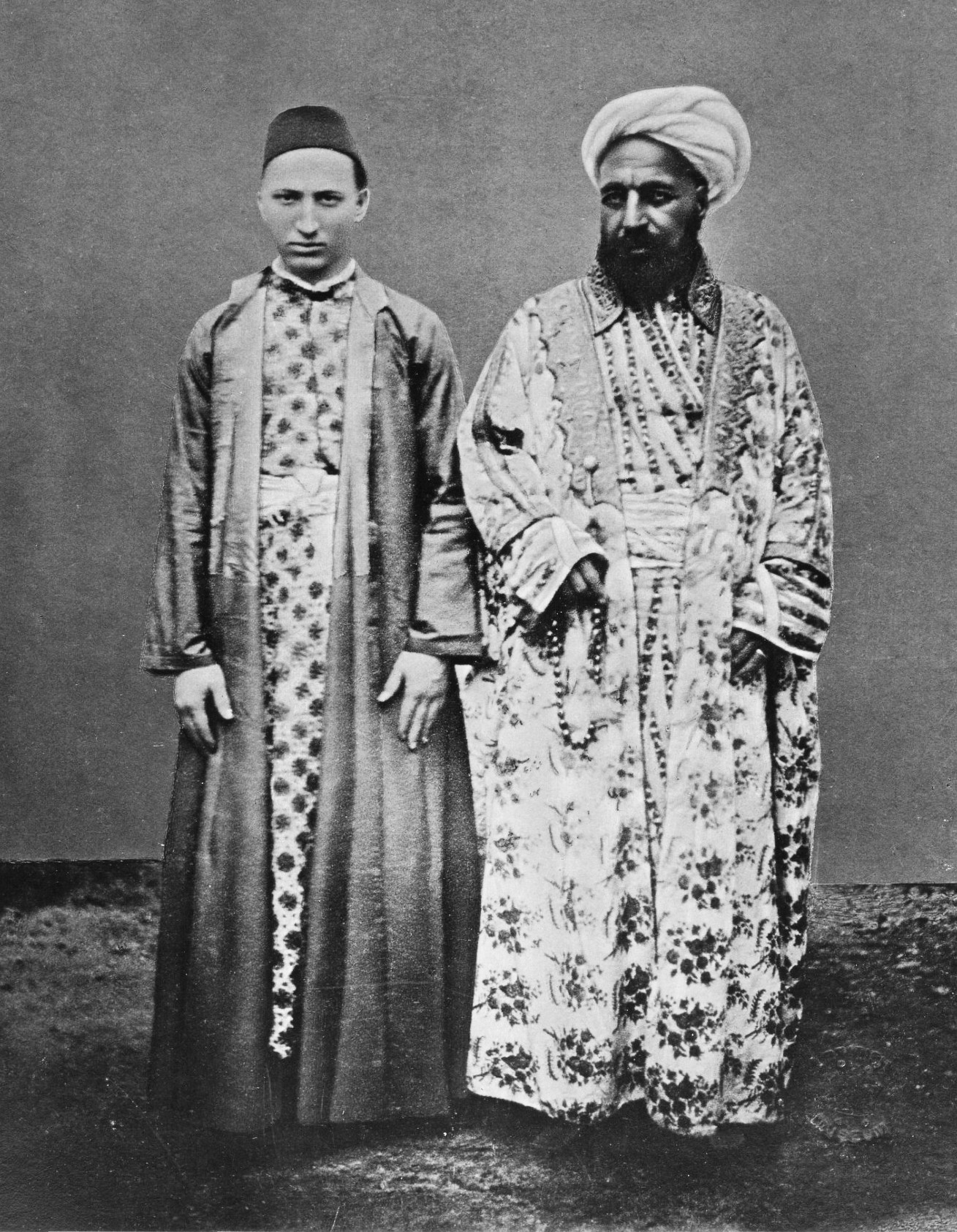
تاجر مَكي علي اليمين وعبده الشركسي. بعنوان تاجر مميز وعبده الشركسي بواسطة كريستيان سنوك هورجرنجي، 1888

العبودية البيضاء، وتعرف أيضًا باسم تجارة العبيد البيض أو الإتجار بالعبيد البيض، كلها تشير إلى الاسترقاق العنصري للأوربيين البيض من قبل غير الأوروبيين من شمال افريقيا والعالم الإسلامي وأيضًا  من قبل الأوروبيين أنفسهم مثل عبيد الفايكنج وعبيد السفن الأوروبية.
منذ القدم، ووجود العبيد الأوروبيين شائع أثناء فترة حكم روما القديمة. وكان بارزًا خلال الإمبراطورية العثمانية حتى أوائل العصر الحديث. في زمن الإقطاعية، كان هناك العديد من الفئات أو المرتبات تحت الإنسان الحر عرفت باسم الفنانة مثل البوردار Bordar، الشرير، المتشرد والعبد) الذي من الممكن بيعه وشراءه كملكية خاصة، ويجبر على العمل، وتعود الفائدة على مالكه أو سيده.
أثناء الحكم الإسلامي، كانت تجارة العبيد البيض التي شملت الأسرى الشركسيين. و كثيرًا ما تدعم بشن غارات على المقاطعات الأوروبية أو أخذ الأطفال في شكل ضريبة دامية من عائلات المواطنين التابعين للمقاطعة المهزومة ليخدموا الإمبراطورية بوظائف مختلفة. في منتصف الثمانينات كان مصطلح العبودية البيضاء يستخدم لوصف العبيد المسيحيين الذين كان يتم بيعهم لتجار العبيد البربريين.